# Chelonus marshi
Chelonus marshi är en stekelart som beskrevs av Mccomb 1968. Chelonus marshi ingår i släktet Chelonus och familjen bracksteklar. Inga underarter finns listade i Catalogue of Life.